# Italian Hockey League - Serie A 2020-2021
L'87º massimo campionato italiano di hockey su ghiaccio prende il nome di Italian Hockey League - Serie A 2020-2021.

## Squadre e formula
Come di consueto, le squadre italiane iscritte alla AHL si sono disputate anche lo scudetto. Rimase invariata la formula rispetto alla stagione precedente: gli incontri disputati durante la Regular Season fra squadre italiane hanno contribuito a stilare la classifica. Le prime 4 squadre classificate si sono qualificate per le semifinali, che sono state giocate con serie al meglio delle tre gare. Anche la finale è stata disputata al meglio delle tre gare.
Lo svolgimento dei play-off fu regolare, ma il regolamento prevedeva anche le modalità di svolgimento in caso di problemi legati alla pandemia: qualora non fosse stato possibile disputare le semifinali a causa della pandemia di COVID-19, il titolo italiano sarebbe stato disputato in gara unica (da giocare entro il 19 aprile 2021) tra le prime due squadre classificate; qualora non fosse stato possibile neppure disputare la finale in gara unica, il titolo italiano sarebbe stato assegnato alla squadra prima in classifica.
| SG Cortina                         | Veneto              | Cortina d'Ampezzo (BL)    | Stadio Olimpico del Ghiaccio | 2.700 | 73 |
| HC Pustertal                       | Trentino-Alto Adige | Brunico (BZ)              | Rienzstadion                 | 2.050 | 47 |
| WSV Sterzing Broncos               | Trentino-Alto Adige | Vipiteno (BZ)             | Weihenstephan Arena          | 1.700 | 15 |
| Asiago Hockey (Campione in carica) | Veneto              | Asiago (VI)               | Hodegart                     | 3.000 | 57 |
| HC Fassa                           | Trentino-Alto Adige | Alba di Canazei (TN)      | Gianmario Scola              | 3.500 | 36 |
| Ritten Sport                       | Trentino-Alto Adige | Collalbo (BZ)             | Arena Ritten                 | 1.200 | 25 |
| HC Gherdëina                       | Trentino-Alto Adige | Selva di Val Gardena (BZ) | Pranives                     | 2.000 | 54 |

## Qualificazione

### Risultati
| Casa                                                            | Trasferta | Trasferta | Trasferta | Trasferta | Trasferta | Trasferta | Trasferta |
| Casa                                                            | Asiago | Cortina | Fassa | Gherdëina | Renon | Val Pusteria | Vipiteno |
| --------------------------------------------------------------- | --- | --- | --- | --- | --- | --- | --- |
| Asiago                                                          | – | 5:1 referto. https://www.alps.hockey/it/statistica/partita/?gameId=a779820f-5ce5-42e4-8119-9d2d654b49c9&divisionId=7818 | 6:2 referto. https://www.alps.hockey/it/statistica/partita/?gameId=8d0e1f6c-6b72-4603-a21f-125e28e3bedb&divisionId=7818        | 2:1 d.t.s. referto. https://www.alps.hockey/it/statistica/partita/?gameId=ea35dce6-6e5e-43fe-8cc6-e4fd8c95247d&divisionId=7818 | 5:2 referto. https://www.alps.hockey/it/statistica/partita/?gameId=ed18dc42-9ae6-4b8f-95d1-0990aa6becfd&divisionId=7818 | 3:1 referto. referto 2 (archiviato dall'url originale il 29 ottobre 2020).                                              | 6:3 referto. referto 2 (archiviato dall'url originale il 4 dicembre 2020).                                              |
| Cortina                                                         | 3:1 referto. referto 2 (archiviato dall'url originale il 17 gennaio 2021).                                              | – | 1:2 referto. referto 2 (archiviato dall'url originale l'8 gennaio 2021).                                                       | 3:4 d.t.s. referto. referto 2 (archiviato dall'url originale l'8 gennaio 2021).                                                | 2:1 d.t.s. referto. referto 2 (archiviato dall'url originale l'8 gennaio 2021).                                         | 3:2 d.t.r. referto. referto 2 (archiviato dall'url originale l'8 gennaio 2021).                                         | 6:3 referto. referto 2 (archiviato dall'url originale l'8 gennaio 2021).                                                |
| Fassa Falcons                                                   | 1:2 d.t.s. referto. referto 2 (archiviato dall'url originale l'8 gennaio 2021).                                         | 6:5 d.t.s. referto. referto 2 (archiviato dall'url originale l'8 gennaio 2021).                                         | – | 1:4 referto. https://www.alps.hockey/it/statistica/partita/?gameId=09833037-0c17-4184-98ee-55fd8c1aadeb&divisionId=7818        | 3:4 referto. referto 2 (archiviato dall'url originale il 20 settembre 2021).                                            | 2:1 referto. referto 2 (archiviato dall'url originale il 20 settembre 2021).                                            | 3:4 d.t.r. referto. referto 2 (archiviato dall'url originale il 9 gennaio 2021).                                        |
| Gherdëina                                                       | 2:6 referto. https://www.alps.hockey/it/statistica/partita/?gameId=0d6622bd-22fa-456b-b87e-6ffaf3594f2d&divisionId=7818 | 5:10 referto. referto 2 (archiviato dall'url originale il 20 settembre 2021).                                           | 2:5 referto. referto 2 (archiviato dall'url originale il 3 dicembre 2020).                                                     | – | 1:4 referto. referto 2 (archiviato dall'url originale il 20 settembre 2021).                                            | 4:5 referto. referto 2 (archiviato dall'url originale il 10 gennaio 2021).                                              | 6:3 referto. referto 2 (archiviato dall'url originale il 10 gennaio 2021).                                              |
| Ritten-Renon                                                    | 1:4 referto. https://www.alps.hockey/it/statistica/partita/?gameId=d7d2f030-a617-45cf-8327-5c27002d7efd&divisionId=7818 | 0:4 referto. https://www.alps.hockey/it/statistica/partita/?gameId=d7f68cae-5e9d-49ef-ae4b-be07fd2f4dc2&divisionId=7818 | 5:2 referto. https://www.alps.hockey/it/statistica/partita/?gameId=2254b926-f573-4489-9013-0a5c6e3587aa&divisionId=7818        | 4:1 referto. referto 2 (archiviato dall'url originale il 9 gennaio 2021).                                                      | – | 4:3 d.t.r. referto. referto 2 (archiviato dall'url originale il 10 gennaio 2021).                                       | 6:3 referto. https://www.alps.hockey/it/statistica/partita/?gameId=94892df5-e72a-4e77-bd22-777c2cd16566&divisionId=7818 |
| Val Pusteria                                                    | 1:0 referto. referto 2 (archiviato dall'url originale il 9 gennaio 2021).                                               | 3:2 referto. https://www.alps.hockey/it/statistica/partita/?gameId=eccef9ee-606c-4108-8366-ed4fe65c03e6&divisionId=7818 | 4:3 referto. https://www.alps.hockey/it/statistica/partita/?gameId=2ddef02a-d4be-41d8-85e2-ae471ab711f0&divisionId=7818        | 6:0 referto. https://www.alps.hockey/it/statistica/partita/?gameId=274e483a-16bc-4c0d-8ad6-93b01599ff3f&divisionId=7818        | 5:3 referto. referto 2 (archiviato dall'url originale il 10 gennaio 2021).                                              | – | 4:1 referto. referto 2 (archiviato dall'url originale il 9 gennaio 2021).                                               |
| Vipiteno Broncos                                                | 3:2 referto. https://www.alps.hockey/it/statistica/partita/?gameId=24d04d0b-ea93-4944-9e3a-41b2c3ad47d9&divisionId=7818 | 3:5 referto. https://www.alps.hockey/it/statistica/partita/?gameId=043a2af3-89dc-46ab-b13d-d34696da6f46&divisionId=7818 | 3:2 d.t.s. referto. https://www.alps.hockey/it/statistica/partita/?gameId=10fa6b30-7c24-4051-99ce-a479d959015b&divisionId=7818 | 3:6 referto. referto 2 (archiviato dall'url originale l'11 gennaio 2021).                                                      | 3:2 referto. referto 2 (archiviato dall'url originale il 9 gennaio 2021).                                               | 2:5 referto. https://www.alps.hockey/it/statistica/partita/?gameId=0eccb7b1-3425-49d7-adec-e997a3388a7f&divisionId=7818 | – |
| d.t.s. – dopo tempi supplementari; d.t.r. – dopo tiri di rigore | | | | | | | |

#### Classifica
| Pos. | Squadra          | Pt | G  | V | VOT | POT | P | GF | GS | DR  |
| ---- | ---------------- | -- | -- | - | --- | --- | - | -- | -- | --- |
| 1.   | Val Pusteria     | 26 | 12 | 8 | 0   | 2   | 2 | 40 | 27 | +13 |
| 2.   | Asiago           | 25 | 12 | 7 | 2   | 0   | 3 | 42 | 21 | +21 |
| 3.   | Cortina          | 21 | 12 | 5 | 2   | 2   | 3 | 45 | 35 | +10 |
| 4.   | Ritten-Renon     | 18 | 12 | 5 | 1   | 1   | 5 | 36 | 36 | 0   |
| 5.   | Fassa Falcons    | 14 | 12 | 3 | 1   | 3   | 5 | 32 | 41 | -9  |
| 6.   | Gherdëina        | 12 | 12 | 3 | 1   | 1   | 7 | 36 | 52 | -16 |
| 7.   | Vipiteno Broncos | 10 | 12 | 2 | 2   | 0   | 8 | 34 | 53 | -19 |

## Play-off

### Tabellone
|  | Semifinali | Semifinali   | Semifinali | Semifinali | Semifinali |  |  | Finale | Finale       | Finale | Finale | Finale |  |
|  |            |              |            |            |            |  |  |        |              |        |        |        |  |
|  | 1          | Val Pusteria | 2†         | 0          | 2          |  |  |        |              |        |        |        |  |
|  | 4          | Ritten-Renon | 1          | 3          | 3          |  |  | 4      | Ritten-Renon | 0      | 3      | 1      |  |
|  | 2          | Asiago       | Asiago     | 6          | 4          |  |  | 2      | Asiago       | 5      | 0      | 5      |  |
|  | 3          | Cortina      | Cortina    | 1          | 2          |  |  |        |              |        |        |        |  |

†: partita terminata ai supplementari; ‡: partita terminata ai tiri di rigore

### Incontri

#### Semifinali

##### Gara 1
| Arbitri: | Andrea Benvegnù Simone Lega |

|                                                                   |           |                                      |
| Althuber (Andergassen, Perline) 6:29 Lee (Glira, Cianfrone) 73:54 | Marcatori | 47:59 S. Kostner (M. Spinell, Turin) |

| Arbitri: | Alex Lazzeri Andrea Moschen |

| |           |                                                |
| M. Marchetti (Frei, Mantenuto) 6:48 Frei (M. Marchetti) 14:15 Ginnetti (M. Marchetti, Mantenuto) 16:28 M. Tessari (Stevan, Vankus) 22:13 Stevan (M. Tessari, Vankus) 24:32 M. Marchetti (Forte, Miglioranzi) 28:17 | Marcatori | 23:41 Giftopoulos (C. Pietroburgo, L. Zanatta) |

##### Gara 2
| Arbitri: | Thomas Egger Federico Stefenelli |

|                                                                                      |           |  |
| Lutz (Spinell, Marzolini) 23:41 S. Kostner 28:25 S. Kostner (Turin, Uusivirta) 44:42 | Marcatori |  |

| Arbitri: | Federico Giacomozzi Omar Piniè |

|                                                                        |           | |
| P. Pietroniro (Cazzola, A. Zanatta) 9:55 Cazzola (C. Pietroniro) 27:58 | Marcatori | 15:01 Vankus 32:01 McParland (Mantenuto, Magnabosco) 47:09 McParland (F. Forte, Miglioranzi) 55:07 McParland (Magnabosco, Rosa) |

##### Gara 3
| Arbitri: | Andrea Benvegnù Andrea Moschen |

|                                                             |           |                                                                                                   |
| Andergassen (Lee) 17:05 Althuber (Berger, Elliscasis) 43:59 | Marcatori | 1:23 J. Kostner (Quinz, Gabri) 37:12 Marzolini (J. Kostner) 55:27 Spinell (Uusivirta, S. Kostner) |

#### Finale

##### Gara 1
| Arbitri: | Alex Lazzeri Omar Piniè |

| |           |  |
| M. Tessari (Dal Sasso, Ginnetti) 27:42 F. Forte (Rosa, Magnabosco) 35:39 Rosa (M. Marchetti) 37:09 Lievore (Oliviero, A. Tessari) 47:59 Frei (Mantenuto, M. Marchetti) 59:15 | Marcatori |  |

##### Gara 2
| Arbitri: | Andrea Benvegnù Andrea Moschen |

|                                                                               |           |  |
| Spinell (Uusivirta, Gabri) 15:57 Spinell (Lutz, Quinz) 57:20 J. Kostner 57:55 | Marcatori |  |

##### Gara 3
| Arbitri: | Andrea Benvegnù Andrea Moschen |

| |           |                                 |
| Miglioranzi (Casetti, McParland) 19:32 Frei (M. Marchetti, Ginnetti) 21:51 McParland (Mantenuto, Casetti) 26:48 Dal Sasso (Vankus) 41:35 Mantenuto (Frei, M. Marchetti) 47:32 | Marcatori | 34:39 Sharp (S. Kostner, Quinz) |

## Classifica marcatori

### Qualificazione
Remy Giftopoulos è risultato essere il miglior marcatore tanto in termini di punti che di gol. Il maggior numero di assist è invece stato messo a segno da Alex Gellert.

#### Punti
| Pos. | Nome                  | Squadra      | PG | G  | A  | Pt. |
| ---- | --------------------- | ------------ | -- | -- | -- | --- |
| 1.   | Remy Paul Giftopoulos | Cortina      | 12 | 11 | 9  | 20  |
| 2.   | Bradley James Mcgowan | Gherdëina    | 12 | 9  | 10 | 19  |
| 3.   | Simon Kostner         | Ritten-Renon | 12 | 8  | 10 | 18  |
| 3.   | Michael Cazzola       | Cortina      | 12 | 5  | 13 | 18  |
| 3.   | MacGregor Sharp       | Ritten-Renon | 12 | 9  | 9  | 18  |

#### Gol
| Pos. | Nome                  | Squadra          | PG | G  | A  | Pt. |
| ---- | --------------------- | ---------------- | -- | -- | -- | --- |
| 1.   | Remy Paul Giftopoulos | Cortina          | 12 | 11 | 9  | 20  |
| 2.   | Bradley James Mcgowan | Gherdëina        | 12 | 9  | 10 | 19  |
| 2.   | MacGregor Sharp       | Ritten-Renon     | 12 | 9  | 9  | 18  |
| 2.   | Trevor John Gooch     | Vipiteno Broncos | 12 | 9  | 8  | 17  |
| 5.   | Simon Kostner         | Ritten-Renon     | 12 | 8  | 10 | 18  |

#### Assist
| Pos. | Nome                  | Squadra          | PG | G | A  | Pt. |
| ---- | --------------------- | ---------------- | -- | - | -- | --- |
| 1.   | Alexander Gellert     | Asiago           | 11 | 1 | 15 | 16  |
| 2.   | Michael Cazzola       | Cortina          | 12 | 5 | 13 | 18  |
| 2.   | Dante Hannoun         | Vipiteno Broncos | 12 | 4 | 13 | 17  |
| 4.   | Daniel Ross Tedesco   | Fassa Falcons    | 12 | 5 | 11 | 16  |
| 5.   | Bradley James Mcgowan | Gherdëina        | 12 | 9 | 10 | 19  |
| 5.   | Simon Kostner         | Ritten-Renon     | 12 | 8 | 10 | 18  |
| 5.   | Markus Gander         | Vipiteno Broncos | 12 | 4 | 10 | 14  |

## Classifica finale
| Pos. | Squadra          |
| ---- | ---------------- |
| 1    | Asiago           |
| 2    | Ritten-Renon     |
| 3    | Val Pusteria     |
| 4    | Cortina          |
| 5    | Fassa Falcons    |
| 6    | Gherdëina        |
| 7    | Vipiteno Broncos |

## Verdetti
Asiago Hockey (7º titolo)
| Campioni d'Italia 2019-2020 Asiago Hockey Portieri Gianluca Vallini, Luca Stevan, Rudy Rigoni Difensori Lorenzo Casetti, Francesco Forte, Michele Forte, Alex Gellert, Cameron Ginnetti, Stefano Marchetti, Enrico Miglioranzi (C), Gabriele Parini, Luca Tescari Attaccanti Davide Dal Sasso, Alex Frei, Edoardo Lievore, Marco Magnabosco (A), Daniel Mantenuto, Michele Marchetti, Steve McParland, Simone Olivero, Filippo Rigoni, Marco Rosa (A), Michele Stevan, Alessandro Tessari Matteo Tessari (A), Marek Vankus, Samuele Zampieri Allenatori Capo allenatore: Petri Mattila; assistente allenatore: Nicola Tessari; allenatore dei portieri: Jorma Valtonen |

- Qualificata per la Continental Cup 2021-2022: Asiago Hockey